# Biografický román

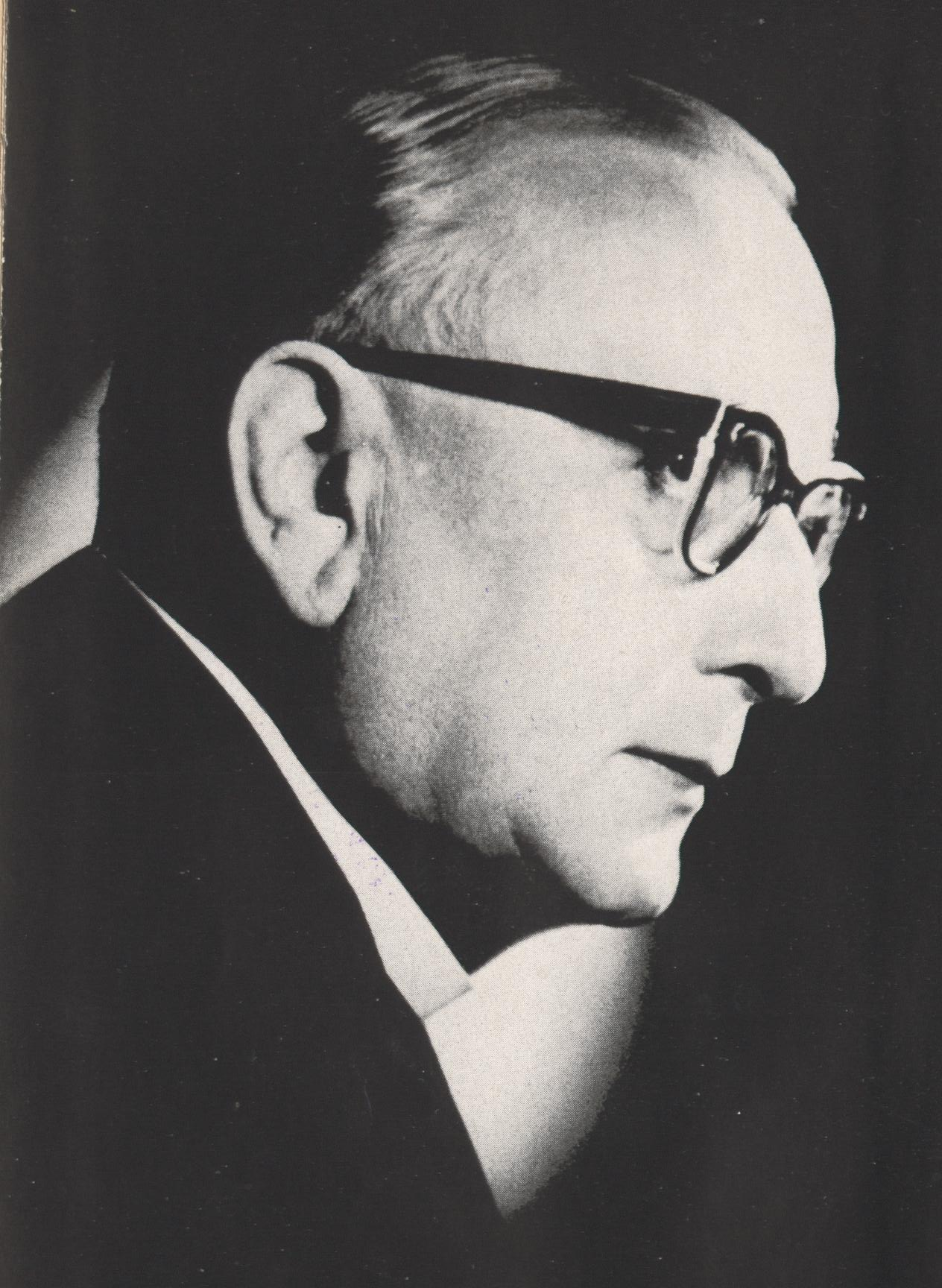
Wilhelm Hünermann, autor zejména biografických románů

Biografický román je označení pro románový žánr, stojící na pomezí beletrie a literatury faktu. Vypráví osudy historické nebo známé osobnosti, nejčastěji umělce, vědce, politika nebo filosofa. Svým popisem životní pouti má blízko k vývojovému románu, obvyklá je romantická stylizace.

## Charakteristika
Biografický román stojí na hranici mezi dokumentem a fikcí, faktografickou a krásnou literaturou, uměleckým zážitkem a „poučením“. Takové romány se mohou více nebo méně blížit ke skutečnosti. Některé jsou psány zcela výhradně podle skutečných událostí jen s málem romantické stylizace, jiné jsou spíše skutečností jen inspirovány a například vedlejší dějové linky se nezakládají na skutečných událostech. Takové romány je možné označit jako semi-biografické.